# خدرنق شارد
خدرنق شارد (الاسم العلمي: Cheiracanthium erraticum) هو نوع من العناكب يتبع جنس الخدرنق من الفصيلة العناكب الكيسية.